# 흑산도항

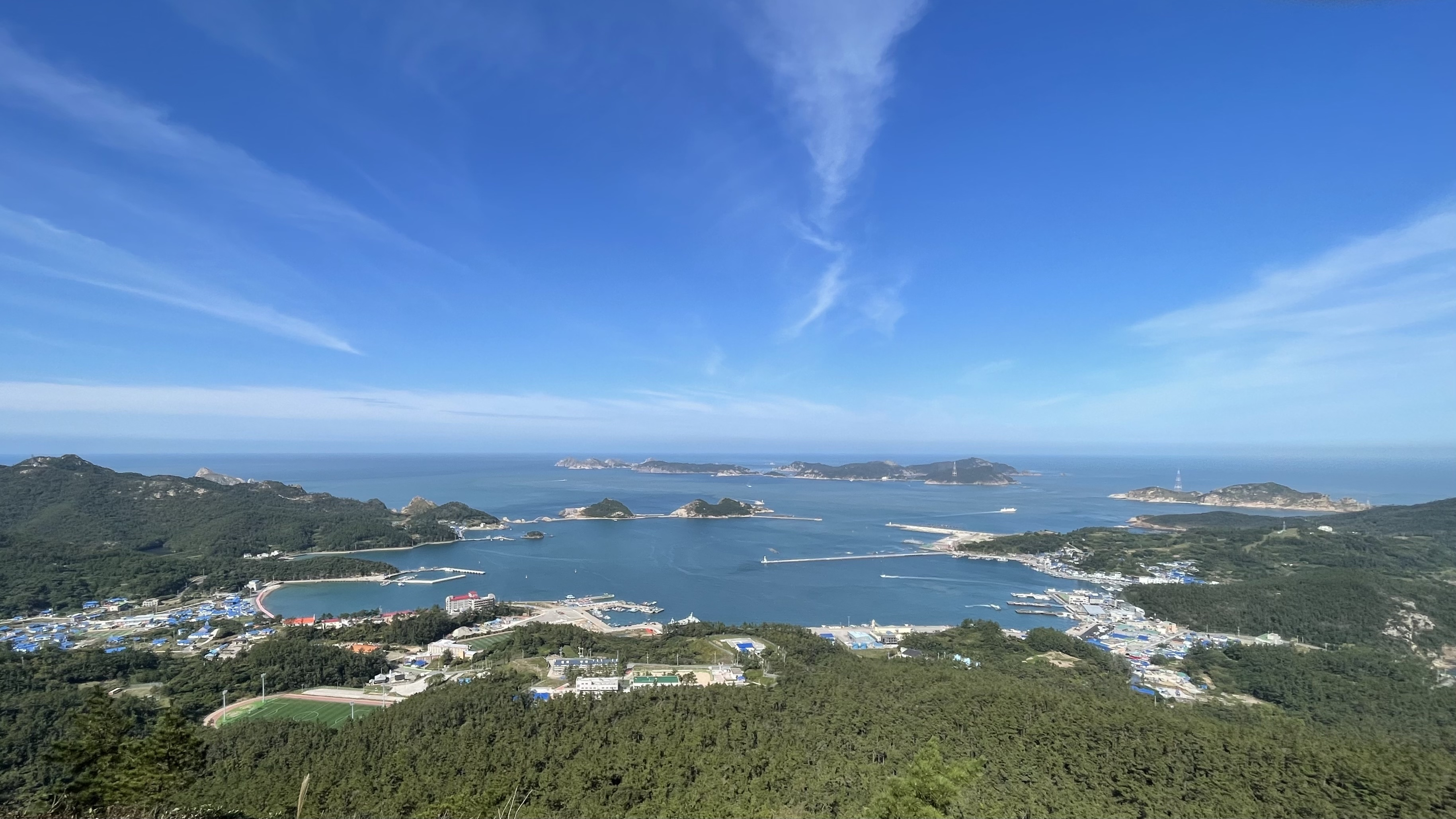
흑산도항의 모습 (2023년)

흑산도항(黑山島港, UN/LOCODE: KR DHS)은 전라남도 신안군 흑산면 예리·진리 일대에 걸쳐 있는 대한민국의 항만이다. 2021년 기준 흑산도 본섬 인구의 73퍼센트 가량이 모여 사는 섬 북쪽 만입부에 자리하였다.
흑산도항은 황해 남부의 영해 관리 거점, 그리고 서남해 해상 관광의 거점으로써 그 중요성을 인정받아 1968년 제2종 항만으로 지정되었다. 2012년 국가관리연안항으로 재분류되어 현재에 이른다.
흑산도에서 가장 오래된 마을이라고 전해지는 읍동(邑洞), 면사무소 소재지인 진리(鎭里), 여객선터미널 소재지인 죽항(竹項), 흑산공항이 들어서는 예리(曳里)까지 흑산도 본섬의 13개 자연부락 중 4개가 흑산도항을 끼고 있다.
흑산도항의 「항만법」 상 관리청은 해양수산부 장관이다. 항만법의 하위 법령에 따라 목포지방해양수산청이 장관으로부터 관리 권한을 위임받아 흑산도항에 관한 대부분의 일을 맡아서 본다.

## 현황

### 항만 구역
- 수상 구역: 남방파제 기점에서 외영산도 동단, 내영산도 최북단 및 읍동 북동단을 순차적으로 연결한 선 안의 해면.[4] 넓이 1.928 제곱킬로미터.[5]
  - 제4차 전국 항만 기본계획에서는 흑산도항의 수상 항만 구역을 지리 좌표계로 나타내었지만 이는 아직 법령에 반영되지 않았다.[5]

- 육상 구역: 신안군 흑산면 예리 165-1 등 75필지. 넓이 191,309 제곱미터[6]

### 항만 시설

#### 제4차 항만기본계획
해양수산부 고시 제2020-231호 "제4차('21~'30) 전국 항만기본계획"에 따르면 2019년 12월 현재 흑산도항이 갖춘 항만 시설은 다음과 같다: 

##### 2019년 현황
- 방파제: 총연장 1,438 m
- 안벽: 총연장 330 m
- 여객부두: 210 m
  - 여객선터미널 1동, 여객부잔교 1기, 도선부잔교 1기
- 차도선부두: 50 m
- 소형선부두(물양장): 총연장 1,481 m
- 동(東)부두: 140 m
- 선박수리소: 1식
  - 선양장: 40 m
- 친수호안: 424 m

##### 미완공

###### 외곽시설
- 파제제: 100 m (공사중)
- 호안: 58 m (공사중)
- 친수호안: 275 m

###### 계류시설
- 해경부두: 260 m (공사중)
- 국가어업지도선부두: 100 m (공사중)
- 선착장: 100 m (공사중)
- 여객부두 부잔교: 1기 (공사중)

###### 임항교통시설
- 임항도로 미개설구간 중 해경부두 진입로: 60 m (공사중)

###### 기타시설
- 준설 및 매립: 1식 (공사중)
- 습지공원: 1식
- 산책로: 305 m
- 친수시설: 1식
- 농협광장 정비: 1식
- 해안산책로: 1식
- 수제선 정비: 328 m (예리 소형선부두 86 m 포함)
  - 수제선 정비 완료 시 소형선부두 총연장 8 m 축소될 예정.
- 재해취약지구 정비: 358 m

## 이야깃거리
- 1968년 항만법령 제정 당시 흑산도항의 원래 이름은 대흑산도항이었다. 2013년 항만법 시행령을 개정하며 현재의 이름으로 고쳤다.[7]

## 같이 보기
- 대한민국의 항만
- 흑산도